# Bolivisión
Bolivisión, est une chaîne de télévision privée qui diffuse son signal depuis La Paz en Bolivie et un studio regional à Santa Cruz.

## Histoire
La chaine a commencé à diffuser régulièrement des programmes internationaux depuis 1992, puis a commencé à ajouter des contenus produits localement.
Parmi ses figures de proue sont, Carola Castedo, Hector Uriarte et Lorena Herrera.
En 2010, sa majorité à la programmation dans les jours de la semaine sont Televisa.
En 2012, la chaîne a été chargée de mener la compétition internationale Amérique célèbre le Chespirito de Televisa.

## Émissions
- Bolivisión al día (téléjournal)
- La Rosa de Guadalupe (Televisa) (série)
- El secretario (Caracol Televisión) (telenovela)
- Soy tu dueña (Televisa 2010) (telenovela), avec Lucero Hogaza et Fernando Colunga.
- El Cartel 2 (Caracol Televisión)